# Proeutropiichthys
Proeutropiichthys es un género de peces actinopeterigios de agua dulce, distribuidos por ríos y lagos del sur de Asia.

## Especies
Existen tres especies reconocidas en este género:
- Proeutropiichthys buchanani (Valenciennes, 1840)
- Proeutropiichthys macropthalmos (Blyth, 1860)
- Proeutropiichthys taakree (Sykes, 1839)